# بوب ديكسون (سياسي)
بوب ديكسون (بالإنجليزية: Bob Dixon)‏ هو سياسي أمريكي، ولد في 27 مايو 1969. حزبياً، نشط في الحزب الجمهوري. وقد انتخب عضو مجلس نواب ولاية ميسوري.